# Schi alpin la Jocurile Olimpice de iarnă din 2022
Probele sportive de schi alpin la Jocurile Olimpice de iarnă din 2022 s-au desfășurat în perioada 3-19 februarie 2022 la Xiaohaituo Alpine Skiing Field în Beijing, China.

## Sumar medalii

### Clasament pe țări
| Loc   | Țară                       | Aur | Argint | Bronz | Total |
| ----- | -------------------------- | --- | ------ | ----- | ----- |
| 1     | Elveția                    | 5   | 1      | 3     | 9     |
| 2     | Austria                    | 3   | 3      | 1     | 7     |
| 3     | Franța                     | 1   | 1      | 1     | 3     |
| 4     | Slovacia                   | 1   | 0      | 0     | 1     |
| 4     | Suedia                     | 1   | 0      | 0     | 1     |
| 6     | Italia                     | 0   | 2      | 2     | 4     |
| 7     | Norvegia                   | 0   | 1      | 3     | 4     |
| 8     | Germania                   | 0   | 1      | 0     | 1     |
| 8     | Slovenia                   | 0   | 1      | 0     | 1     |
| 8     | Statele Unite ale Americii | 0   | 1      | 0     | 1     |
| 11    | Canada                     | 0   | 0      | 1     | 1     |
| Total | Total                      | 11  | 11     | 11    | 32    |

## Probe

### Masculin
| Probă sportivă          | Aur                       | Aur     | Argint                                           | Argint  | Bronz                              | Bronz   |
| Coborâre detalii        | Beat Feuz · Elveția       | 1:42,69 | Johan Clarey · Franța                            | 1:42,79 | Matthias Mayer · Austria           | 1:42,85 |
| Super-G detalii         | Matthias Mayer · Austria  | 1:19,94 | Ryan Cochran-Siegle · Statele Unite ale Americii | 1:19,98 | Aleksander Aamodt Kilde · Norvegia | 1:20,36 |
| Slalom uriaș detalii    | Marco Odermatt · Elveția  | 2:09,35 | Žan Kranjec · Slovenia                           | 2:09,54 | Mathieu Faivre · Franța            | 2:10,69 |
| Slalom detalii          | Clément Noël · Franța     | 1:44,09 | Johannes Strolz · Austria                        | 1:44,70 | Sebastian Foss-Solevåg · Norvegia  | 1:44,79 |
| Super combinata detalii | Johannes Strolz · Austria | 2:31,43 | Aleksander Aamodt Kilde · Norvegia               | 2:32,02 | James Crawford · Norvegia          | 2:32,11 |

### Feminin
| Probă sportivă          | Aur                        | Aur     | Argint                          | Argint  | Bronz                      | Bronz   |
| Coborâre detalii        | Corinne Suter · Elveția    | 1:31,87 | Sofia Goggia · Italia           | 1:32,03 | Nadia Delago · Italia      | 1:32,44 |
| Super-G detalii         | Lara Gut-Behrami · Elveția | 1:13,51 | Mirjam Puchner · Austria        | 1:13,73 | Michelle Gisin · Elveția   | 1:13,81 |
| Slalom uriaș detalii    | Sara Hector · Suedia       | 1:55,69 | Federica Brignone · Italia      | 1:55,97 | Lara Gut-Behrami · Elveția | 1:56,41 |
| Slalom detalii          | Petra Vlhová · Slovacia    | 1:44,98 | Katharina Liensberger · Austria | 1:45,06 | Wendy Holdener · Elveția   | 1:45,10 |
| super combinata detalii | Michelle Gisin · Elveția   | 2:25,67 | Wendy Holdener · Elveția        | 2:26,72 | Federica Brignone · Italia | 2:27,52 |

### Mixt
| Probă sportivă | Aur | Argint                                                                                  | Bronz |
| Mixt detalii   | Austria · Katharina Huber · Katharina Liensberger · Katharina Truppe · Stefan Brennsteiner · Michael Matt · Johannes Strolz | Germania · Emma Aicher · Lena Dürr · Julian Rauchfuß · Alexander Schmid · Linus Straßer | Norvegia · Mina Fürst Holtmann · Thea Louise Stjernesund · Maria Therese Tviberg · Timon Haugan · Fabian Wilkens Solheim · Rasmus Windingstad |